# Society for History in the Federal Government Book Prize
Der Society for History in the Federal Government Book Prize (zuvor Henry Adams Prize) ist ein jährlich von der 1979 gegründeten Society for History in the Federal Government verliehener Preis für eine herausragende Publikation über US-amerikanische Geschichte und speziell Geschichte US-amerikanischer Regierungsinstitutionen. Er war nach Henry Adams benannt, der ein mehrbändiges Standardwerk über die Geschichte der Vereinigten Staaten unter der Regierung von Thomas Jefferson und James Madison verfasste. Dabei hielt er in Washington D.C. engen Kontakt zu den damaligen Regierungsstellen.
Er wird an Autoren oder Herausgeber verliehen. Ausgezeichnet werden können neben Monographien auch andere Formate historischer Werke wie Aufsatzsammlungen oder Essays.

## Preisträger
Preisträger waren:
- 1984 J. Merton England A Patron for Pure Science: The National Science Foundation’s Formative Years, 1945-57, Washington: National Science Foundation, 1982
- 1985 Steven L. Rearden History of the Office of the Secretary of Defense, Volume 1: The Formative Years, 1947-1950, Washington: Historical Office, Office of the Secretary of Defense, 1984
- 1986 Charles Joseph Gross United States Air Force, Office of Air Force History. Prelude to the Total Force: The Air National Guard, 1943-1969. General Histories, Washington: Office of Air Force History, United States Air Force, 1985
- 1987 Michael Kammen That Would Go of Itself: The Constitution in American Culture, New York: Knopf, 1986
- 1988 Roger M. Anders Forging the Atomic Shield: Excerpts from the Office Diary of Gordon E. Dean, Chapel Hill: University of North Carolina Press, 1987, ehrenhafte Erwähnung: Maurer: United States Air Force, Office of Air Force History. Aviation in the U.S. Army, 1919–1939. General Histories, Washington: Office of Air Force History, U.S. Air Force, 1987
- 1989 Robert C. Byrd, Mary Sharon Hall: The Senate, 1789-1989: Volume 1. Addresses on the History of the United States Senate. Senate document, 100-20. Washington: United States Government Printing Office, 1988
- 1990 Richard G. Hewlett, Jack M. Holl Atoms for Peace and War, 1953-1961: Eisenhower and the Atomic Energy Commission. California Studies in the History of Science, v. 3. Berkeley: University of California Press, 1989, Ehrenvolle Erwähnung: William M. Hammond: Public Affairs: The Military and the Media, 1962–1968. United States Army in Vietnam. Washington: Center for Military History, United States Army, 1988.
- 1991 Victoria Angela Harden Rocky Mountain Spotted Fever: History of a Twentieth-Century Disease. The Henry E. Sigerist Series in the History of Medicine, Baltimore: Johns Hopkins University Press, 1990
- 1992 Donald A. Ritchie: Press Gallery: Congress and the Washington Correspondents. Cambridge, MA: Harvard University Press, 1991.
- 1993 Graham A. Cosmas, Albert E. Cowdrey The Medical Department: Medical Service in the European Theater of Operations. United States Army in World War II. The Technical Services, Washington: Center of Military History, United States Army, 1992
- 1994 Howard E. McCurdy Inside NASA: High Technology and Organizational Change in the U.S. Space Program. New Series in NASA History, Baltimore: Johns Hopkins University Press, 1993.
- 1995 Todd A. Shallat Structures in the Stream: Water, Science, and the Rise of the U. S. Army Corps of Engineers. American Studies Series, Austin: University of Texas, 1994.
- 1996 Richard F. Hamm Shaping the Eighteenth Amendment: Temperance Reform, Legal Culture, and the Polity, 1880-1920. Studies in Legal History, Chapel Hill, NC: University of North Carolina Press, 1995
- 1997 David E. Kyvig Explicit and Authentic Acts: Amending the U.S. Constitution, 1776-1995. Lawrence: University Press of Kansas, 1996, Jonathan J. Bean Beyond the Broker State: Federal Policies Toward Small Business, 1936-1961. Business, Society, and the State, Chapel Hill: University of North Carolina Press, 1996.
- 1998 Jack M. Holl, Richard G. Hewlett, Ruth R. Harris Argonne National Laboratory, 1946-1996. Champagne, IL: University of Illinois Press, 1997
- 1999 Linda Flint McCelland Building the National Parks: Historic Landscape Design and Construction. Baltimore, MD: Johns Hopkins University Press, 1998
- 2000 Michael D. Pearlman Warmaking and American Democracy: The Struggle over Military Strategy, 1700 to the Present. Modern War Studies, Lawrence: University of Kansas Press, 1999.
- 2001 David F. Rudgers Creating the Secret State: The Origins of the Central Intelligence Agency, 1943-1947. Lawrence: University of Kansas Press, 2000.
- 2002 Donald Worster A River Running West: The Life of John Wesley Powell, New York: Oxford University Press, 2001.
- 2003 Rick Atkinson An Army at Dawn: The War in North Africa, 1942-1943, New York: Henry Holt, 2002. Michael R. Gardner Harry Truman and Civil Rights: Moral Courage and Political Risks, Carbondale: Southern Illinois University Press, 2002.
- 2004 Alan Kraut Goldberger’s War: The Life and Work of a Public Health Crusader, New York : Hill & Wang, 2003. Neil Smith American Empire: Roosevelt’s Geographer and the Prelude to Globalization, Berkeley, CA: University of California Press, 2003.
- 2006 Alice Kaplan The Interpreter, New York: Free Press, 2005
- 2007 Craig Nelson Thomas Paine: Enlightenment, Revolution, and the Birth of Modern Nations, New York: Viking, 2006
- 2008 William C. Harris Lincoln’s Rise to the Presidency, Lawrence: University of Kansas Press, 2007
- 2009 Kathleen Burk Old World, New World: Great Britain and America from the Beginning, New York: Atlantic Monthly Press, 2008.
- 2010 John Prados Vietnam: The History of an Unwinnable War, 1945–1975, University of Kansas Press, 2009
- 2011 Susan Dunn Roosevelt’s Purge: How FDR Fought to Change the Democratic Party, Cambridge, MA: Harvard University Press, 2010
- 2012 John V. Quarstein: The Monitor Boys: The Crew of the Union ’s First Ironclad, Charleston, South Carolina: The History Press, 2011
- 2013 Walter Stahr Seward: Lincoln’s Indispensable Man, New York: Simon and Schuster, 2012
- 2014 A. Scott Berg, Wilson, New York: Putnam, 2013
- 2015 J. Douglas Smith, On Democracy’s Doorstep: The Inside Story of How the Supreme Court Brought “One Person, One Vote” to the United States, Hill and Wang
- 2016 Lisa McGirr, The War on Alcohol: Prohibition and the Rise of the American State, W.W. Norton
- 2017 Matthew Dallek, Defenseless Under the Night: The Roosevelt Years and the Origins of Homeland Security, Oxford University Press, 2016
- 2018 S. Deborah Kang, The INS on the Line: Making Immigration Law on the US-Mexico Border, 1917–1954, Oxford University Press, 2017
- 2019 Matthew R. Pembleton, Containing Addiction: The Federal Bureau of Narcotics and the Origins of America’s Global Drug War, University of Massachusetts Press, 2017[2]
- 2020 Glen R. Asner, Stephen J. Garber, Origins of 21st Century Space Travel, Selbstverlag, 2019[3]
- 2021 Adam Goodman, The Deportation Machine: America’s Long History of Expelling Immigrants, Princeton University Press, 2020[4]
- 2022 Charles Havlorson, Valuing Clean Air: The EPA and the Economics of Environmental Protection, 2021[5]
- 2023 Seth C. Bruggeman, Lost on the Freedom Trail: The National Park Service and Urban Renewal in Postwar Boston, 2022[6]
- 2024 M. Todd Bennett, Neither Confirm Nor Deny: How the Glomar Mission Shielded the CIA from Transparency, 2023[7]
- 2025 Lindsay M. Chervinsky, Making the Presidency: John Adams and the Precedents That Forged the Republic, 2024[8]